# Beiwe Corona
Beiwe Corona est une corona, formation géologique en forme de couronne, située sur la planète Vénus par 52,6° N et 306,5° E. Elle est localisée dans le quadrangle de Lakshmi Planum. Elle a été nommée en référence à Beiwe, déesse same (Laponie) de la fertilité. 

## Géographie et géologie
Beiwe Corona couvre une surface circulaire d'environ 600 km de diamètre. Cette formation fait partie des 34 coronae de plus de 500 km de diamètre sur la surface de Vénus.